# Ridogalih (Cikakak)
Ridogalih is een bestuurslaag in het regentschap Sukabumi van de provincie West-Java, Indonesië. Ridogalih telt 5023 inwoners (volkstelling 2010).